# Henrik Filip Johnsen
Henrik Filip Johnsen (* 1717 in England; † 12. Februar 1779 in Stockholm) war ein schwedischer Komponist englischer Herkunft.
Johnsen war Kammerorganist bei Adolf Friedrich von Schleswig-Holstein-Gottorp, dem späteren König von Schweden. Mit diesem ging er 1743 nach Stockholm, wo er als Organist an Sancta Clara und Musiklehrer wirkte. Er komponierte Sinfonien, Orgel- und Cembalostücke, Schauspielmusiken und Lieder.

## Quelle
- Alfred Baumgartner: Propyläen Welt der Musik: die Komponisten, Band 3, Berlin, Frankfurt 1989, ISBN 3-549-07833-1, S. 218

| Personendaten    | Personendaten          |
| ---------------- | ---------------------- |
| NAME             | Johnsen, Henrik Filip  |
| KURZBESCHREIBUNG | schwedischer Komponist |
| GEBURTSDATUM     | 1717                   |
| GEBURTSORT       | England                |
| STERBEDATUM      | 12. Februar 1779       |
| STERBEORT        | Stockholm              |